# 順德工業
順德工業（SDI Corporation）是臺灣一家文具用品和半導體導線架的製造商。總公司位於彰化縣彰化市。

## 發展歷史

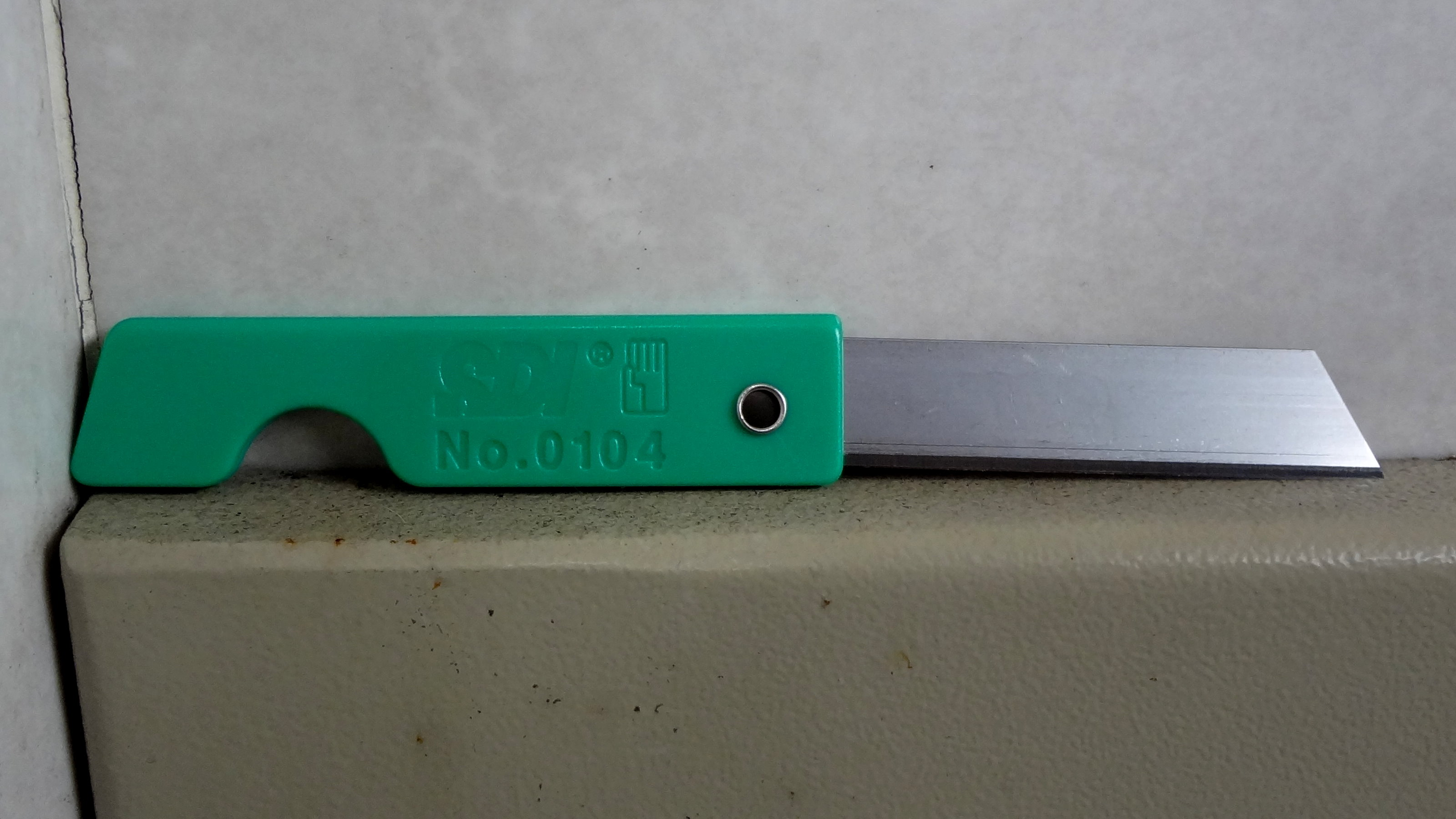
「手牌彩色小刀」綠色版

1953年，陳水錦創立順德製造所，為順德工業前身。而順德的意思是「順著道德」。順德製造所早期製造「手牌」（Hand）鉛筆刀，為當時臺灣第一把鉛筆刀。1967年，順德製造所改組，更名為「順德工業股份有限公司」，並繼續製造「手牌」文具產品。陳水錦擔任首任董事長。1983年，順德工業成立電子事業部門，生產半導體導線架、IC插座等。1990年，順德工業與日本早潮金屬株式會社合資成立「朝新金屬工業股份有限公司」。1996年，股票正式上市。1997年，與日本Filcon株式會社合資創立「德輝科技股份有限公司」，主要生產高精密蝕刻產品。同年同時創立「順德工業(江蘇)有限公司」。

## 現況
順德工業資本額新台幣18億，員工總數達千餘人，事業點遍及台灣、歐洲、中國、日本等。主要生產半導體導線架、五金文具用品、各式沖壓模及塑膠射出模。
- 董事長：陳朝雄
- 總經理：陳維德
- 稽核經理：陳維政

## 集團關係企業
- 德輝科技股份有限公司
- 朝新金屬工業股份有限公司
- 順德工業（江蘇）股份有限公司

## 外部連結
- 順德工業集團 （页面存档备份，存于）